# Mimosybra surigaonis
Mimosybra surigaonis är en skalbaggsart som först beskrevs av Heller 1924.  Mimosybra surigaonis ingår i släktet Mimosybra och familjen långhorningar.
Artens utbredningsområde är Filippinerna. Inga underarter finns listade i Catalogue of Life.